# كاتسوهيسا هاتوري
كاتسوهيسا هاتوري (服部克久 هاتوري كاتسوهيسا) هو ملحن ياباني ولد في 1 نوفمبر 1936 في طوكيو.

## أعماله في السينما اليابانية
- أمير الكوكب

## أعماله في الدراما اليابانية
- أمير الكوكب

## أعماله في الأنمي

### مسلسلات أنمي تلفزيونية
- ريفايوس اللامتناهية
- دروب ريمي
- مغامرات توم سوير
- أرجنتو سوما
- ختم النجوم
- راية النجوم
- راية النجوم II
- الفرسان الثلاثة

### أنمي الإنترنت
- سوشي نينجا

### أوفا أنمي
- راية النجوم III

### أفلام انمي
- قبضة نجم الشمال

## وصلات خارجية
- كاتسوهيسا هاتوري على موقع IMDb (الإنجليزية)
- كاتسوهيسا هاتوري على موقع ميوزك برينز (الإنجليزية)
- كاتسوهيسا هاتوري على موقع أول موفي (الإنجليزية)
- كاتسوهيسا هاتوري على موقع أول ميوزيك (الإنجليزية)
- كاتسوهيسا هاتوري على موقع ديسكوغز (الإنجليزية)
- كاتسوهيسا هاتوري على موقع ANN person (الإنجليزية)